# Denise Dixmier
Denise Marie Dixmier est une pianiste française née au Havre le 13 mars 1900 et morte à Paris (7e arrondissement) le 1er août 1983.

## Biographie
Denise Dixmier, native du Havre, fait ses études à Paris.
En 1937, elle se produit à Strasbourg.
En février 1943, elle donne un récital des œuvres pour piano du xviiie siècle et du xxe siècle, donnant notamment des œuvres de Maurice Jaubert, Francis Poulenc. Elle crée aussi Deux Esquisses et Scenic-Railway d'Arthur Honegger et la Danse nuptiale, extraite des Cinq danses rituelles d'André Jolivet. Elle conclut son récital par trois pièces extraites d'Iberia d'Isaac Albéniz. Lors d'un autre récital, elle joue des œuvres de Robert Schumann, Franz Liszt et Frédéric Chopin avec le concours de Pierre d'Arquennes